# 하키 명예의 전당

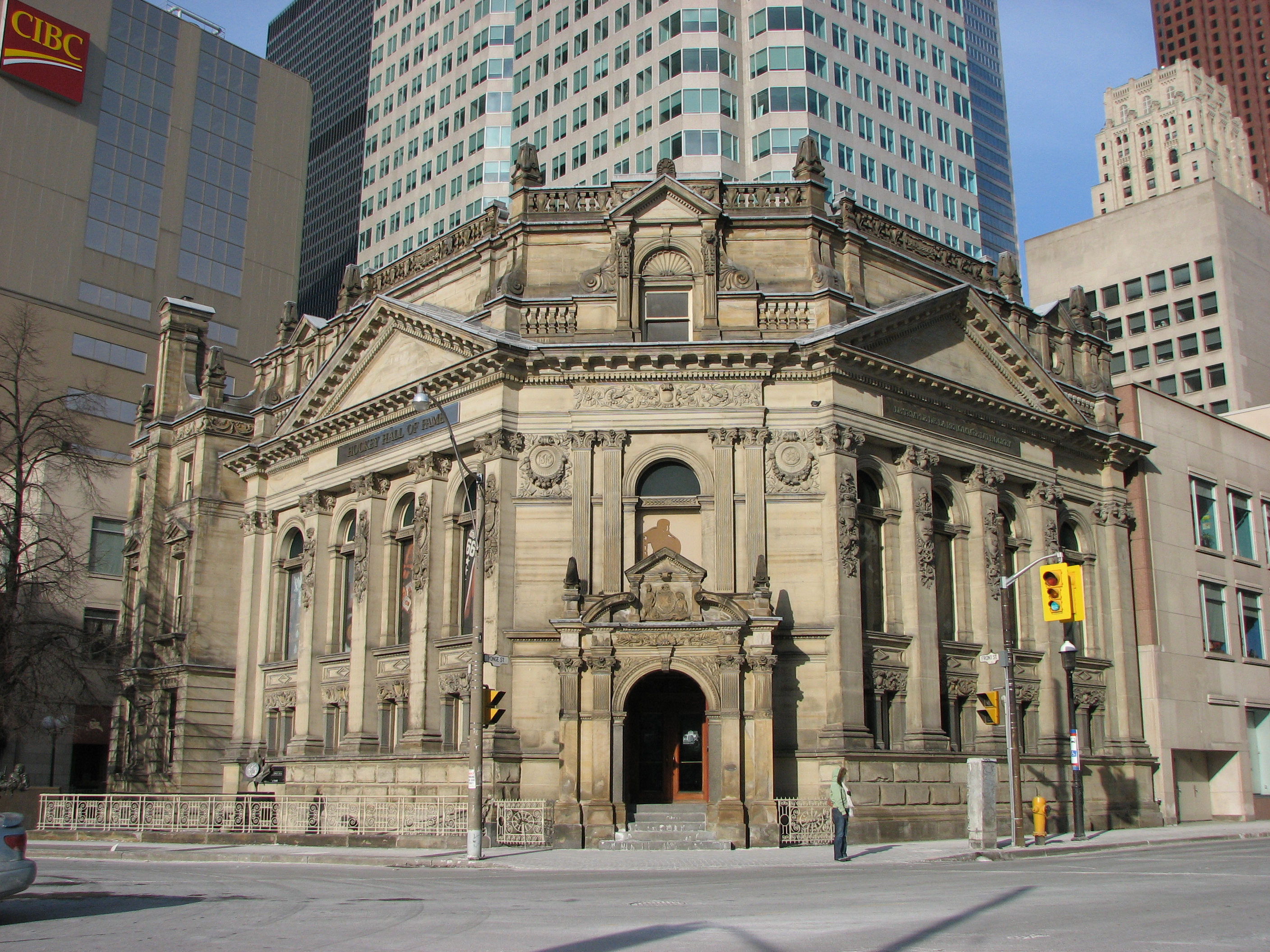
하키 명예의 전당

하키 명예의 전당(영어: Hockey Hall of Fame 하키 홀 오브 페임[*])은 캐나다 토론토에 위치한 건물로, 단순히 "하키"라고 적혀 있지만, 야외에서 열리는 각종 하키보다는 주로 아이스하키의 역사를 보존하고 표창하여 그 발전에 기여하기 위해 만들어진 건물이다. 현저한 공적이 있는 선수 등이 하키 명예의 전당에 그 이름을 기록 저장한다. 하키 명예의 전당의 개념은 1943년에 설립된 것이지만, 실제 건물이 건설된 것은 1961년이다. 이 건물은 당시 캐나다 국립 전시장 (Canadian National Exhibition)의 부지에 놓였다. 1993년 토론토 중심부의 영 스트리트 (Yonge Street)와 프런트 스트리트 (Front Street)의 교차로 북서쪽 모서리에 새로운 하키 명예의 전당 건물이 건설되었다. (여기에는 한때 몬트리올 은행 지점이 있었다.)